# Střídmost

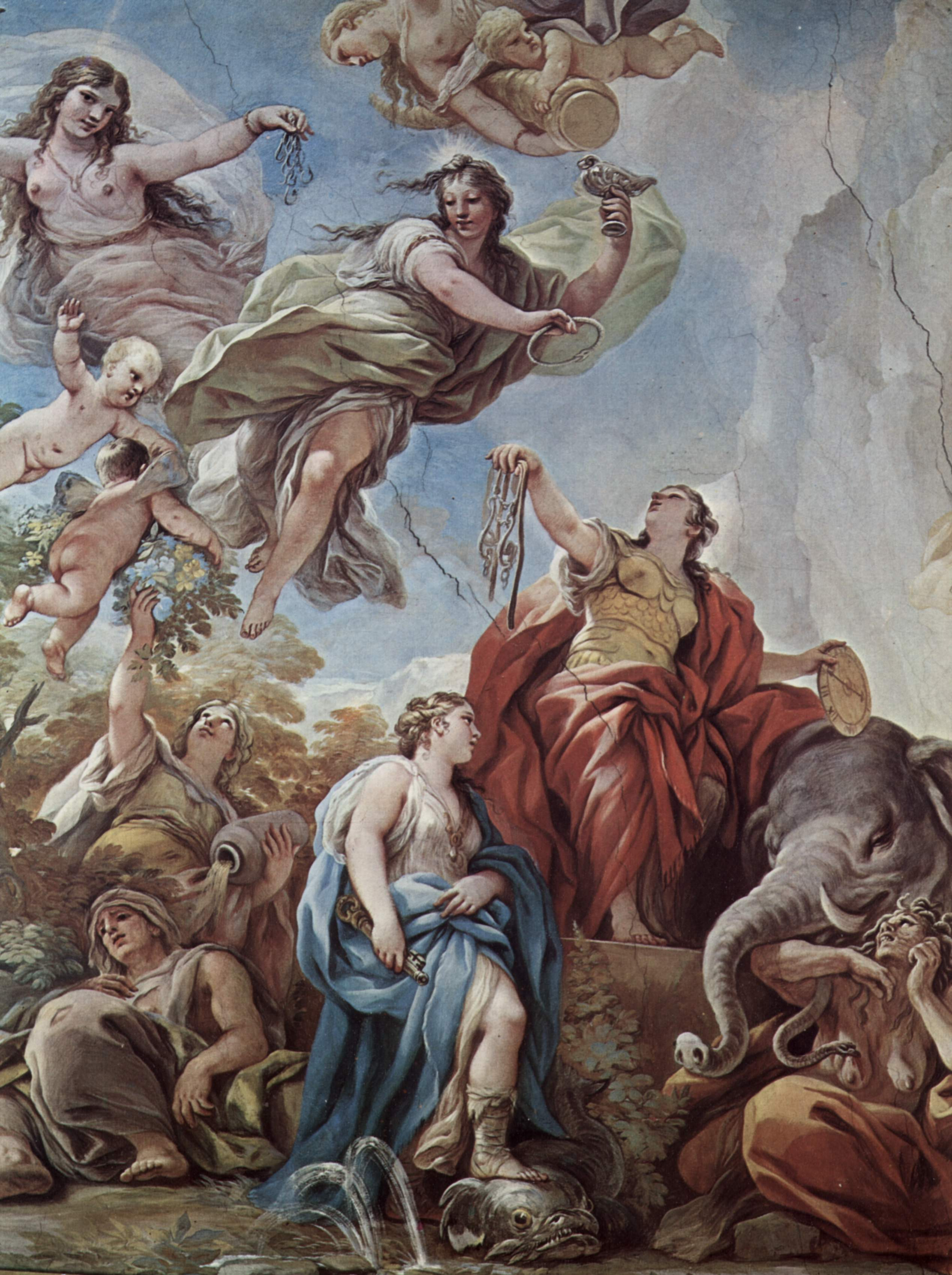
Temperantia - Střídmost, Luca Giordano

Střídmost, (lat. frenum, temperantia) je jedna ze sedmi ctností, je to uměřenost, sebekontrola, zdrženlivost a míra, umírněnost, vnímání plnou myslí, sebeovládání nebo „uzda“.